# Florian Seer
Florian Seer (ur. 12 grudnia 1976 w Salzburgu) – austriacki narciarz alpejski, złoty medalista mistrzostw świata juniorów.

## Kariera
Po raz pierwszy na arenie międzynarodowej Florian Seer pojawił się 17 grudnia 1994 roku w Neustift im Stubaital, gdzie w zawodach FIS Race nie ukończył pierwszego przejazdu w gigancie. W 1995 roku wystartował na mistrzostwach świata juniorów w Voss, zdobywając złoty medal w slalomie. W zawodach tych wyprzedził bezpośrednio Marco Casanovę ze Szwajcarii i swego rodaka, Alberta Leichtfrieda. Na tej samej imprezie wystartował także w gigancie, ale nie ukończył drugiego przejazdu. W zawodach Pucharu Świata zadebiutował 17 grudnia 1996 roku w Madonna di Campiglio, nie kwalifikując się do drugiego przejazdu slalomu. Pierwsze pucharowe punkty zdobył 6 lutego 2000 roku w Todtnau, zajmując 21. miejsce w tej samej konkurencji. Najwyższą lokatę w zawodach tego cyklu wywalczył 14 stycznia 2001 roku w Wengen, zajmując czwarte miejsce w swej koronnej konkurencji. Walkę o podium przegrał tam z kolejnym Austriakiem, Mario Mattem. Najlepsze wyniki osiągnął w sezonie 2000/2001, który ukończył na 35. miejscu w klasyfikacji generalnej i dwunastym w klasyfikacji slalomu. Nie startował na mistrzostwach świata ani igrzyskach olimpijskich. W 2004 roku zakończył karierę.

## Osiągnięcia

### Mistrzostwa świata juniorów
| Miejsce | Dzień    | Rok  | Miejscowość | Konkurencja | Czas biegu  | Strata | Zwycięzca        |
| ------- | -------- | ---- | ----------- | ----------- | ----------- | ------ | ---------------- |
| 1.      | 19 marca | 1995 | Voss        | Slalom      | 1:32,12 min | -      | -                |
| DNF2    | 21 marca | 1995 | Voss        | Gigant      | 1:58,91 min | -      | Christoph Gruber |

### Puchar Świata

#### Miejsca w klasyfikacji generalnej
- sezon 1999/2000: 116.
- sezon 2000/2001: 35.
- sezon 2001/2002: 83.
- sezon 2002/2003: 87.

#### Miejsca na podium
Seer nie stawał na podium zawodów PŚ.